# Tajuria lewaranus
Tajuria lewaranus är en fjärilsart som beskrevs av Ribbe 1926. Tajuria lewaranus ingår i släktet Tajuria och familjen juvelvingar. Inga underarter finns listade i Catalogue of Life.